# ハニホー・ヘニハー
ハニホー・ヘニハー（本名：カリリ・ファ・エブラヒム（通称:エブィ）、1967年6月3日 - ）は、イラン出身のボディビルダー、外国人タレントで俳優。身長180cm、血液型はO型。

## 来歴
イランではバレーボール選手として活躍。代表にも選出された。
1991年2月に来日。1998年の全日本ボディビル大会で3位入賞。1999年より放送された田辺製薬（現:田辺三菱製薬）『アスパラドリンク』のテレビCMで、ボディビルで鍛え上げられた筋骨隆々の体格に、たれ目でおかっぱ頭姿の「アスパラマン」を演じ、「一本いっとく？」の台詞とともに一躍人気者となった。芸名の「ハニホー・ヘニハー」は、映画監督の石井克人が同CMの監督を担当した際に命名したものである。
その後は俳優として映画『RUSH!』などにも出演するが、就労ビザを持たずに観光ビザのみで来日し、3ヵ月後にビザが切れた後も11年間にわたり不法滞在し、そのまま芸能人として就労し続けていたという事実が発覚する。2002年7月13日、出入国管理及び難民認定法違反の疑いで逮捕され、同年9月に行われた裁判で懲役2年8ヶ月・執行猶予5年の有罪判決を受けた。
その後日本人女性と結婚。滞在が認められ現在も日本で暮らしており、コミックマーケット等に参加している。

## 主な出演作品

### テレビ番組
- SASUKE (第5回、第6回)

### 映画
- 『RUSH!』（2001年）

### CM
- 田辺製薬「アスパラドリンク」（1999年）

## 関連人物
- 石井克人
- ランディ・マッスル − 同じくイラン出身の外国人タレント。
- 我修院達也 − アスパラドリンクCMにて共演。
- 草彅剛 − アスパラドリンクCM出演末期に共演。
- 増谷キートン − 細かすぎて分からないモノマネ選手権において彼のモノマネをしている。